# François Auclair
François Auclair es un deportista francés que compitió en escalada. Ganó una medalla de bronce en el Campeonato Europeo de Escalada de 2004, en la prueba de dificultad.

## Palmarés internacional
| Campeonato Europeo | Campeonato Europeo | Campeonato Europeo | Campeonato Europeo |
| Año                | Lugar              | Medalla            | Prueba             |
| ------------------ | ------------------ | ------------------ | ------------------ |
| 2004               | Lecco (Italia)     | Medalla de bronce  | Dificultad         |